# فیوک (خواننده)

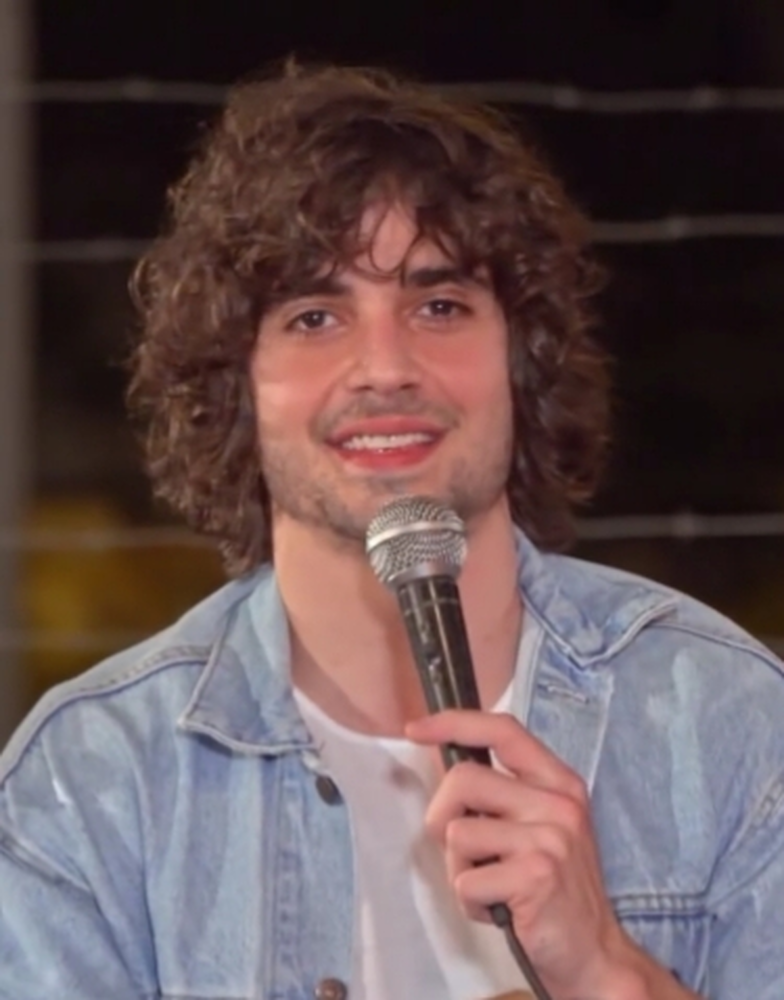

فیوک (ارمنی: Ֆիուկ؛ پرتغالی: Fiuk؛ زادهٔ ۲۵ اکتبر ۱۹۹۰) خواننده-ترانه‌سرا، موسیقی‌دان سبک پاپ راک، بازیگر سینما و تلویزیون ارمنی‌تبار اهل برزیل است. وی از سال ۲۰۰۴ میلادی تاکنون مشغول فعالیت بوده‌ است. وی به خاطر نقشش به عنوان برناردو الیویرا در فصل هفدهم تله‌نوولا Malhação شناخته می‌شود.

## زندگی‌نامه
وی با نام اصلی فیلیپه کارتالیان آیروسو گالوایو (ارمنی: Ֆիլիպ Քարթալյան Այրոսա Գալվաո؛ پرتغالی: Filipe Kartalian Ayrosa Galvão) در ۲۵ اکتبر ۱۹۹۰ در سائو پائولو از والدینی به نام‌های فابیو جونیور (موسیقی‌دان) و کریستینا کارتالیان (کارآفرین) به دنیا آمد. .